# فاغنر كاردوسو
فاغنر كاردوسو هو منافس ألعاب قوى برازيلي، ولد في 20 مارس 1989 في ريو دي جانيرو في البرازيل.

## وصلات خارجية
- فاغنر كاردوسو على موقع الاتحاد الدولي لألعاب القوى (الإنجليزية)